# Nosson Scherman
Nosson Scherman (en hebreu: נתן שרמן), nascut en 1935, a Newark (Nova Jersey), és un rabí ultraortodox estatunidenc, és el director general de l'editorial Artscroll Mesorah Publications.

## Biografia
Scherman va néixer i va créixer a Newark (Nova Jersey), on els seus parents tenien una petita botiga de queviures. Va assistir a l'escola pública, però a les tardes anava a un Talmud Torà fundat en 1942 pel Rabí Shalom Ber Gordon, un deixeble del sisè Rebe de Habad-Lubavitx, el Rabí Iosef Itzjak Schneerson. El Rabí Gordon va tenir una influència positiva en molts dels 200 nens que anaven al seu Talmud Torà, i molts d'ells van ser alumnes d'una ieixivà, entre ells estava el jove Nosson Scherman, qui era un estudiant resident a la ieixivà Torah Vodaas, amb deu anys. Un temps després, va estudiar al centre Beis Medrash Elyon, situat a Spring Valley, Nova York. Scherman va treballar com a rabí i mestre durant vuit anys a la ieixivà Torah Temimah, ubicada a Flatbush, Brooklyn. Després va ser el director de la ieixivà Karlin-Stolin, situada a Boro Park, Brooklyn, durant sis anys.

## Editorial ArtScroll
Mentre exercia el seu càrrec com a director de la ieixivà, Scherman va ser recomanat al Rabí Meir Zlotowitz, el director d'un estudi gràfic situat a Nova York anomenat ArtScroll, i van col·laborar junts en alguns projectes, i tots dos van participar en l'edició de fullets i revistes. A la fi de 1975, Zlotowitz va escriure una traducció a l'anglès i un comentari sobre el Llibre d'Ester, i li va demanar a Scherman que escrivís la introducció. El llibre va tenir una primera edició de 20.000 còpies, que es van vendre en dos mesos.
Amb el suport dels Rabins Moisès Feinstein, Jacob Kamenetsky, i altres rabins de la Terra d'Israel, tots dos van continuar produint comentaris, començant amb una traducció, i amb un comentari del Càntic dels Càntics, Eclesiastès, Lamentacions, i Rut, junts van publicar traduccions i comentaris de la Torà, els Profetes, el Talmud, l'Aggadà de Péssah, el Sidur i el Majzor. Durant els seus primers 25 anys, l'editorial Artscroll va imprimir més 700 llibres, incloent novel·les, llibres d'història, llibres per a nens, i llibres de text, i és actualment un dels majors editors de llibres jueus dels Estats Units.